# Hedtjärnen (Umeå socken, Västerbotten)
Hedtjärnen är en sjö i Umeå kommun i Västerbotten och ingår i Tavelåns huvudavrinningsområde.